# Narasimhagupta
Narasimhagupta Baladitya (c. 470-535) fue un emperador de la dinastía Gupta del norte de India. Era hijo de Purugupta y, probablemente, el sucesor de Budhagupta. Está acreditado que Baladitya, junto con Yashovarman de Kannauj fue dirigente de los hunos blancos de las llanuras del norte de la India. Su sello de arcilla se ha encontrado en Nalanda. El nombre de su reina mencionado en el sello de Nalanda es Shrimitradevi. Fue sucedido por su hijo Kumaragupta III.